# Bruck an der Großglocknerstraße
Bruck an der Großglocknerstraße je obec v okrese Zell am See v rakouské spolkové zemi Salcbursko.

## Geografie
Obec leží v Pinzgau v Salcbursku na severním příjezdu ke Großglocknerské vysokohorské silnici.

### Katastrální území
- Brandenau
- Bruck an der Großglocknerstraße
- Fischhorn
- Gries
- Hauserdorf
- Hundsdorf
- Krössenbach
- Niederhof
- Pichl
- Reit
- Sankt Georgen
- Steinbach
- Vorfusch
- Winkl

### Sousední obce
- Zell am See
- Taxenbach
- Fusch
- Kaprun
- Maria Alm

## Historie
Archeologické nálezy na několika místech v zastavěném území obce odkazují na dávné osídlení. Při stavebních pracích v obecní části Fischhorn se narazilo na zbytky římského statku z prvního století před naším letopočtem.
Na kostelním návrší ve St. Georgen mohlo být osídlení ve starší době bronzové a na tkalcovství v Gries im Pinzgau jsou nálezy z doby bronzové a výroba mědi z pravěkého osídlení.
Ilyrové a Keltové sídlili v oblasti Brucku stejně jako Římané. Nakonec se usadili i Bajuváři a smísili se s obyvatelstvem.
První zmínka o "Prugg in Pinzgrey" je z roku 1227. Po dokončení Großglocknerské vysokoalpské silnice v roce 1935 dostala obec název Bruck an der Großglocknerstraße. V roce 1938 byla připojena samostatná obec St. Georgen.

## Politika
V obecní zastupitelstvu v Brucku an der Großglocknerstraße 21 křesel je po volbách v roce 2009 rozděleno podle získaných mandátů
- SPÖ 10
- ÖVP 8
- FPÖ 2
- Zelení 1

Přímou volbou byl starostou zvolen Herbert Reisinger (SPÖ).

## Doprava
Großglockner-Hochalpenstraße (Großglocknerská vysokohorská silnice) spojuje rakouské spolkové země Salcbursko a Korutany. Z Brucku do Heiligenblut v Korutanech je silnice dlouhá 47,8 km.